# نعومي فونر جيلينهال
نعومي فونر جيلينهال (بالإنجليزية: Naomi Foner Gyllenhaal)‏ (و. 1946 – م) هي كاتبة سيناريو، ومنتجة أفلام من الولايات المتحدة الأمريكية . ولدت في مدينة نيويورك .

## التعليم
تعلمت في كلية بارنارد، وجامعة كولومبيا، وكلية المعلمين (جامعة كولومبيا)

## روابط خارجية
- نعومي فونر جيلينهال على موقع IMDb (الإنجليزية)
- نعومي فونر جيلينهال على موقع أول موفي (الإنجليزية)
- نعومي فونر جيلينهال على موقع قاعدة بيانات الفيلم (الإنجليزية)
- نعومي فونر جيلينهال على موقع كينوبويسك (الروسية)